# シドニー・コーブ

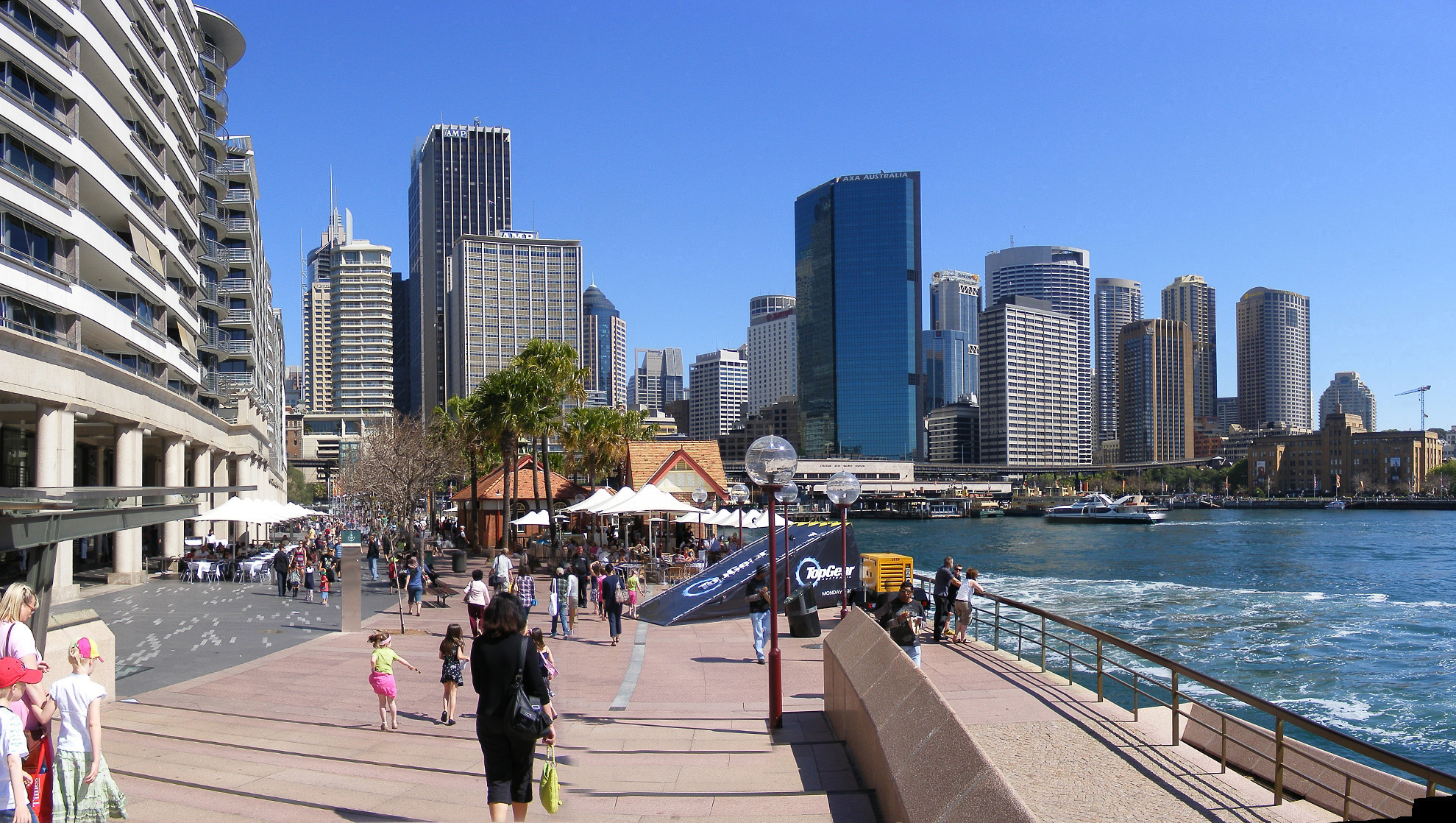
サーキュラー・キーにあるシドニー・コーブ

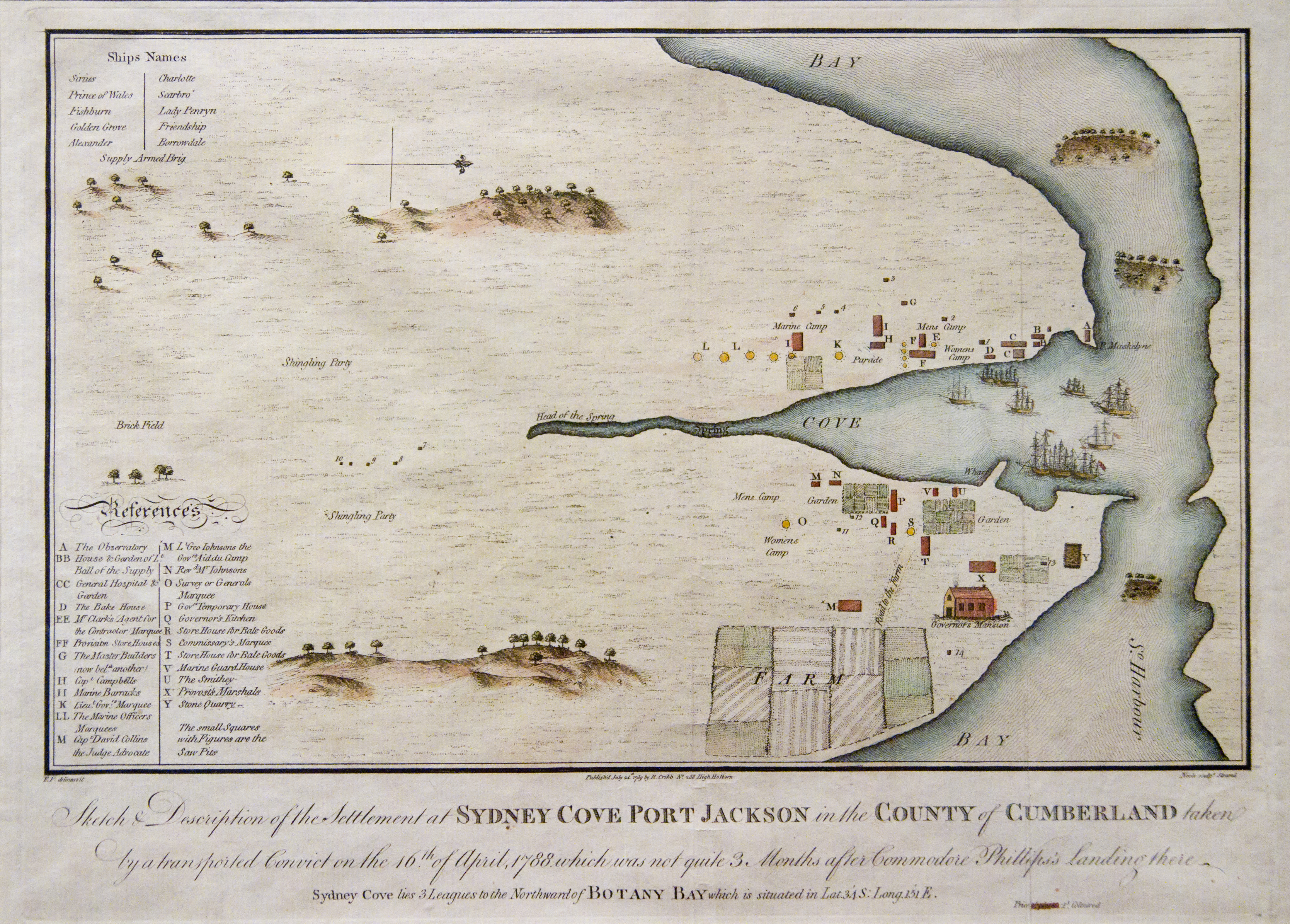
1788年にFrancis Fowkesによって描かれたシドニー・コーブとポート・ジャクソン湾の地図

シドニー・コーブ (Sydney Cove) は、シドニー湾の中で、現在のシドニーの街のサーキュラー・キーのあたり。コーブは「小さな入江」である。
1788年1月26日、アーサー・フィリップ率いるイギリス軍が上陸して、イギリスの旗を立て、植民地を宣言した。